# Alfred Kipkoech Arap Rotich
Alfred Kipkoech Arap Rotich (Longisa, 27 de julho de 1957) é um ministro queniano e bispo católico romano de Kericho.
Alfred Kipkoech Arap Rotich foi ordenado sacerdote em 18 de novembro de 1983.
Em 9 de março de 1996, o Papa João Paulo II o nomeou bispo auxiliar em Nairóbi e bispo titular de Iulium Carnicum. O arcebispo de Nairobi, cardeal Maurice Michael Otunga, o consagrou bispo em 3 de julho do mesmo ano; Os co-consagradores foram Zaqueu Okoth, Arcebispo de Kisumu, e Raphael S. Ndingi Mwana'a Nzeki, Arcebispo Coadjutor de Nairóbi.
Em 29 de agosto de 1997 foi nomeado Bispo Militar do Quênia.
O Papa Francisco aceitou sua renúncia como bispo militar em 30 de dezembro de 2016. Em 14 de dezembro de 2019, o Papa o nomeou Bispo de Kericó, com posse em 15 de fevereiro do ano seguinte.